# DCH-Organización Internacional de Directivos de Capital Humano
DCH-Organización Internacional de Directivos de Capital Humano, es una fundación de directivos de recursos humanos del ámbito iberoamericano. Realiza actividades de asesoramiento, formación y divulgación en temas de talento y capital humano. Entre sus estudios destacan los Barómetros sobre la gestión del talento.

## Desarrollo
La Fundación DCH surgió en España para impulsar la figura profesional del directivo de capital humano. A partir de 2015 y hasta 2018 se sucedieron los Encuentros DCH y los estudios que analizaban  la dirección de personas, los líderes del siglo XXI, el liderazgo en tiempos de incertidumbre y la digitalización, entre otros. Desde el principio se establecieron cuatro sedes territoriales en México, Chile, Argentina y Uruguay/ Perú para dar a conocer e impulsar la actividad de DCH en los países iberoamericanos. La primera Junta Directiva en Iberoamérica se estableció en Argentina.
En 2023 la fundación está presente en  España, Portugal, Argentina, México, Perú, Chile, Colombia, Paraguay, Uruguay, Brasil, Centroamérica, Caribe, y los Estados Unidos.

## Funcionamiento
La organización está formada por responsables directos y en activo de las áreas de recursos humanos de las empresas; y se consigue la pertenencia mediante la presentación de un socio y la aprobación de la Junta Directiva del país respectivo. No existe una cuota de ingreso ni cuotas periódicas. DCH se financia mediante los patrocinios.
La institución cuenta con un Comité Ejecutivo Global o Junta  cuyo presidente es Juan Carlos Pérez Espinosa, y un Consejo Asesor Internacional. El Consejo Asesor está formado por profesionales de referencia en diversos ámbitos: escuelas de negocios, instituciones, empresas y círculo de CEOs.
Entre las actividades desarrolladas se encuentra la comunidad creada en torno a la plataforma People Analitics Society, que permite, mediante el uso estratégico de datos y analítica, el dinamismo y la interacción para compartir conocimientos, experiencias y mejores prácticas.

## Actividades
Su acción se desarrolla a través de encuentros y jornadas, en un entorno virtual y también presencial, a nivel internacional o en cada uno de los países asociados.
Desde 2020 celebran diversos encuentros internacionales:  El DCH World Forum; la Cumbre Ibérica de Gestión de Capital Humano, junto a la Cámara de Comercio Hispano-Portuguesa; y la Cumbre Latam de Capital Humano, cuya convocatoria de 2022 y 2023 se celebró en el Tecnológico de Monterrey,y en Colombia en 2024.
Anualmente, en cada país con presencia de la Fundación DCH, se celebran tres eventos: HR Trends, que analiza las tendencias en el sector de los recursos humanos;el encuentro de directivos denominado "Diálogos entre CEOs, CHROs y CFOS",y el encuentro sobre digitalización y recursos humanos denominado HR TECH SUMMIT.

## Investigación
La investigación se realiza en colaboración con universidades y escuelas de negocios iberoamericanas sobre el capital humano. 
Entre las investigaciones anuales se encuentran los Barómetros DCH: Barómetro DCH sobre la gestión del talento, y Observatorio del trabajo, (publicación de siete Barómetros DCH desde 2017); el Barómetro sobre Digitalización del área de Recursos Humanos realizado con la Universidad Alfonso X El Sabio de Madrid,y el  Barómetro sobre implantación del propósito corporativo, que se desarrolla con el IESE y la Universidad de Navarra desde 2023.
Los cambios en la forma de trabajar tras la pandemia Covid-19 se contemplan en uno de los estudios,  “La revolución de las formas de trabajo”(2022) realizado conjuntamente con LLYC Ideas.
También existe un Observatorio Iberoamericano de Liderazgo Femenino y un espacio de estudio para la gestión del talento de las personas con discapacidad. 
Entre las monografías o Libros Blancos se han publicado: Trabajo a Distancia en España, junto a la Universidad de Navarra; Gestión del Talento Senior, junto a Eje&Con; Gestión de la Diversidad de las personas con discapacidad, junto a ESIC; y Empleabilidad juvenil, junto a la Universidad de Navarra.

## Innovación
Incluye los siguientes centros:
- Centro Internacional de Desarrollo del Talento Joven, junto a  OIJ – Organismo Internacional de Juventud para Iberoamérica, que cuenta con un ranking de empresas comprometidas con las juventudes.[23]
- Centro Internacional de liderazgo femenino, que cuenta con el Observatorio Iberoamericano de Liderazgo Femenino y que concede el Women´s Leadership Award.[24]
- HR Tech Hub, es un punto de encuentro entre tecnológicas de Recursos Humanos y corporaciones.[25] Organizan anualmente las competiciones de empresas emprendedoras o StartUps, el HR Tech Summit.[26]
- Centros de Excelencia nacionales e internacionales.[27]

## Formación
Mediante DCH Academy se desarrollan diversos programas de formación, en colaboración con empresas, universidades y escuelas de negocios. Estos impulsan la formación en Metodologías ágiles, HR Analytics, Transformación Digital, Liderazgo,Inteligencia Artificial generativa (con Facthum Spain) y Marketing digital aplicado a Recursos Humanos (desarrollado con ESIC),

## Comunicación
La comunicación entre los miembros de DCH se desarrolla mediante el acceso privado a los contenidos de la página web;  una plataforma audiovisual de contenidos técnicos, la DCH TV, el blog y la Newsletter.
La comunidad de profesionales corporativos de los recursos humanos cuenta con la red HR Talents.

## Premios DCH
Desde su fundación la organización concede diversos premios: Sport & Healthy Company Award, que se entrega en el Parlamento de Bruselas; Premio CEO DCH; Premios La Gala RRHH;  Premios Salario Emocional,y Top HR Manager.